# 正义女神喷泉 (布格多夫)
正义女神喷泉（德語：Gerechtigkeitsbrunnen），又译“正义喷泉”，是瑞士布格多夫的一座喷泉，位于老城略高处的王冠广场上，因泉柱上的正义女神石雕得名。

## 历史
正义女神喷泉始建于1541年。1612年重建时，改称王冠喷泉（Kronenbrunnen），当时的雕像是经典的蒙眼正义女神形象，为伯尔尼无名艺术家所做。1757年，改为乌尔斯·约瑟夫·费格创作的睁眼女神像，一时争议四起。然而，由于材质问题，几十年后雕像便破损不堪。1908年，费迪南德·里德尔重新制作了蒙眼女神雕像。

## 图库

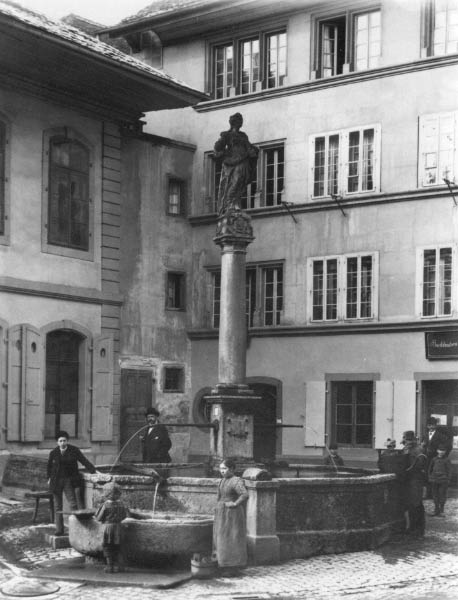
1900年喷泉旧影
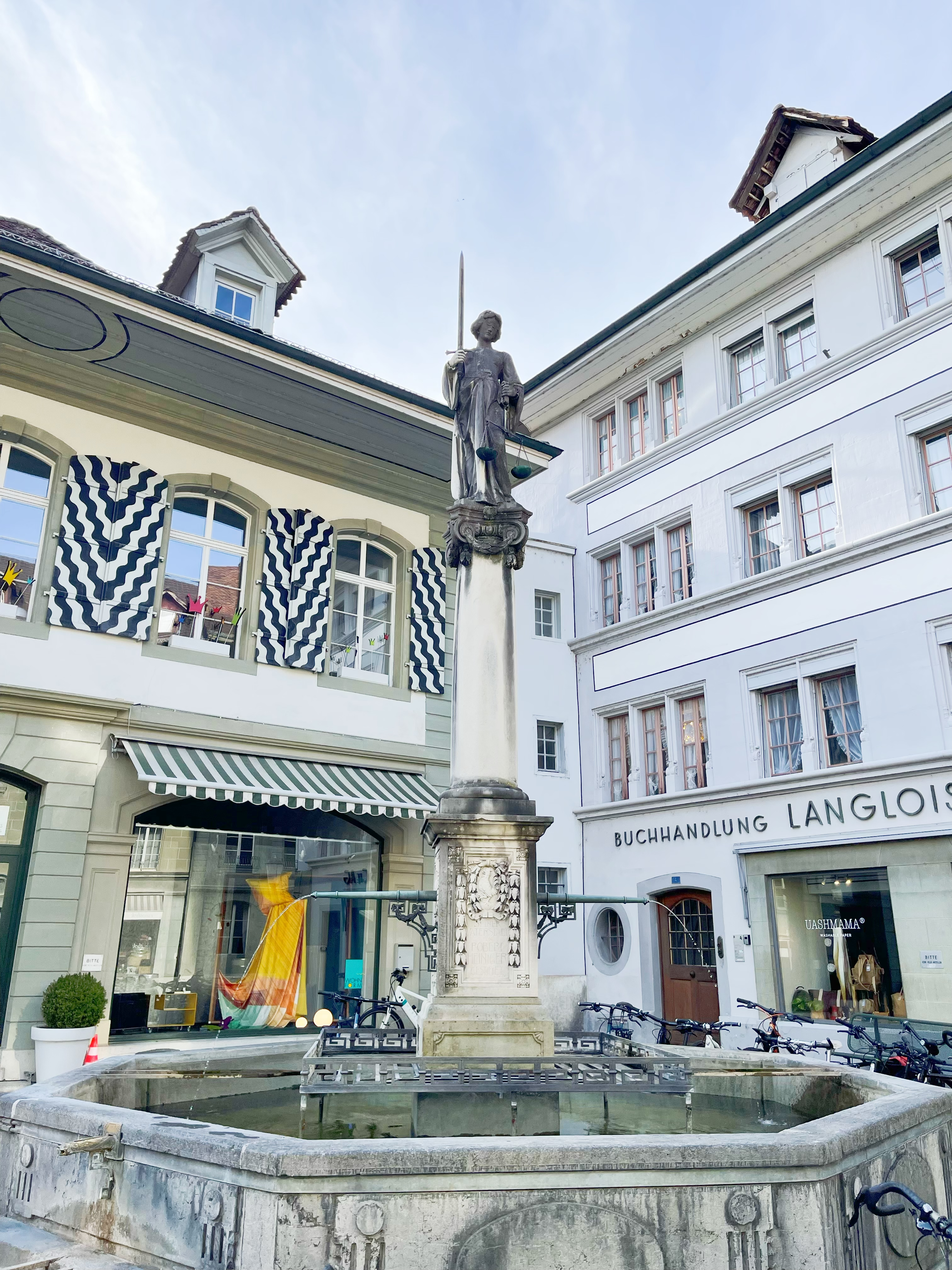
正义女神喷泉
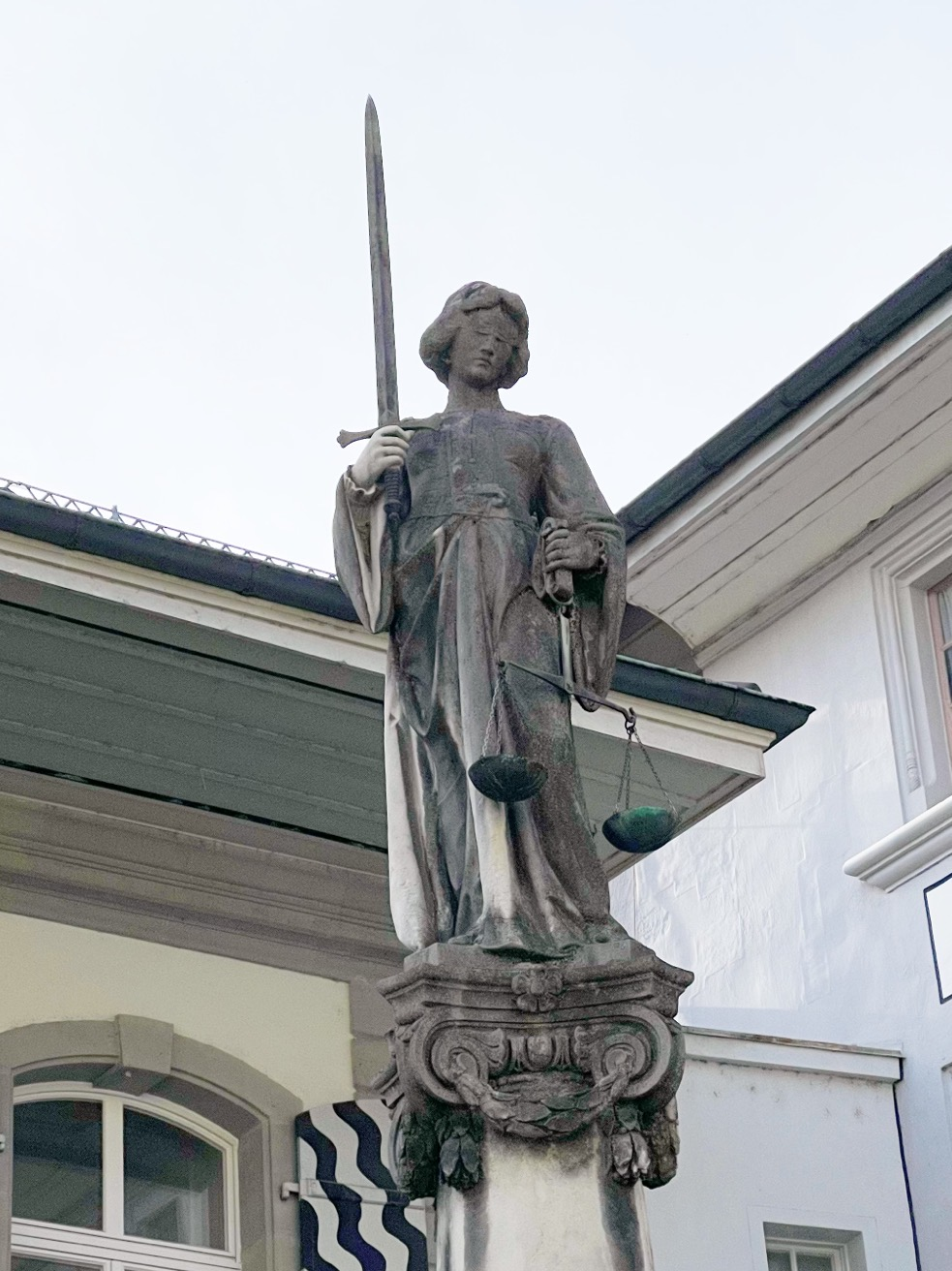
正义女神像
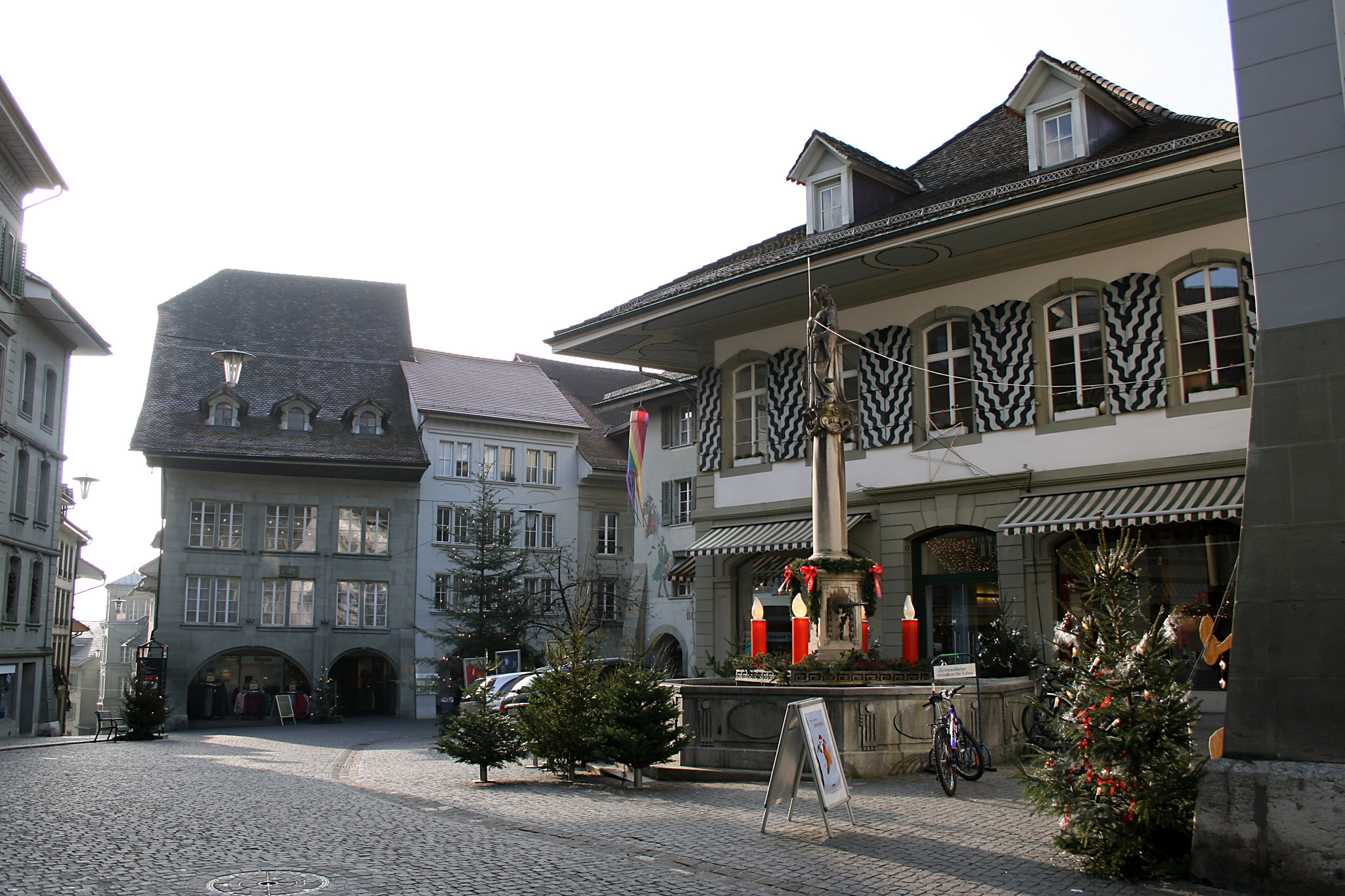
喷泉所在的广场

## 参看
- 正义女神喷泉 (伯尔尼)

47°03′24″N 7°37′33″E / 47.0567572°N 7.625715°E